# Arthrotus fulvus
Arthrotus fulvus is een keversoort uit de familie bladkevers (Chrysomelidae). De wetenschappelijke naam van de soort werd in 1938 gepubliceerd door Chujo.